# Ypthima selinuntius
Ypthima selinuntius är en fjärilsart som beskrevs av Hans Fruhstorfer 1911. Ypthima selinuntius ingår i släktet Ypthima och familjen praktfjärilar. Inga underarter finns listade i Catalogue of Life.